# Багдадський погром 1941 року
Багдадський погром 1941 року, відомий також як Фаргуд (араб. الفرهود, «експропріація») — погром, що відбувся проти єврейського населення Багдада 1–2 червня 1941 року, одразу після перемоги Великої Британії в англо-іракській війні. Заворушення відбулися в умовах вакууму влади, який стався після падінням пронацистського уряду Рашида Алі аль-Ґалайні, коли місто було в стані нестабільності. Аль-Ґалайні прийшов до влади через переворот, що спричинив короткий період національної ейфорії, і був підігрітий твердженнями про те, що іракські євреї допомагали британцям. Понад 180 євреїв було вбито і 1000 поранено, хоча деяких неєврейських бунтівників також убили під час спроби придушити насильство. Відбулося пограбування єврейського майна і 900 єврейських будинків було зруйновано.

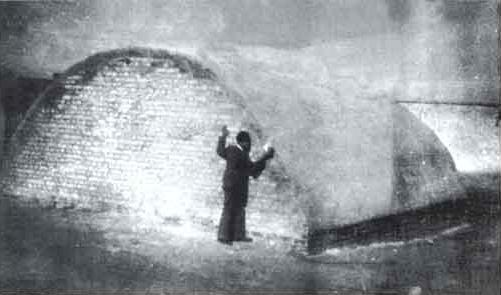
Братська могила жертв Фаргуда. Фото 1946 р.

Результатом була масова міграція євреїв з Іраку. До 1951 р. з країни виїхало, в основному до Ізраїлю, 110 тис. євреїв — 80 % всього єврейського населення Іраку. Історики називали Фаргуд «забутим погромом Голокосту» і «початком кінця єврейської общини Іраку», яка проіснувала понад 2500 років.

## Передісторія євреїв
Починаючи з Вавилонського полону, євреї жили в Іраку вже 2,5 тисячі років. До 1941 р. їх число становило близько 150 тис. осіб. Вони відігравали важливу роль в іракському сільському господарстві, торгівлі, банківській справі і навіть входили до складу чиновного стану.
Становище євреїв в Іраку, як і в інших мусульманських країнах, не було безхмарним. У недавній історії Іраку вже було два великих погроми — в Басрі у 1776 р. і в Багдаді в 1828 р. Було й чимало інших випадків насильства, спрямованого проти євреїв, випадків санкціонованого владою руйнування синагог, примусового навернення євреїв в іслам.

## Передумови
Після поразки Османської імперії в 1-ї світової війни Ліга націй встановила британський мандат над Іраком. Після загибелі короля Газі в 1939 р. в автомобільній катастрофі британці домоглися призначення регентом Абд-аль-Ілаха. Британці були непопулярними в країні, і ряд іракських політиків-популістів розглядав гітлерівську Німеччину як дружню іракському народу і противагу британцям.

### Гітлерівська пропаганда
У період з 1932 по 1941 р. німецьке посольство в Іраку за активної участі посла, визначного сходознавця Фріца Гробба, зробило значну підтримку місцевому антиеврейскому і профашистському руху. НСДАП запрошувала до Німеччини місцевих офіцерів і інтелектуалів, у місцевих газетах публікувалися «спонсорують» Німеччиною антисемітські матеріали. Німецьке посольство придбала газету Al-alam Al-arabi («Арабський світ»), де на додаток до антисемітської пропаганди почали публікувати уривки з програмної книги Гітлера «Моя боротьба» в перекладі на арабську. Також німецьке посольство сприяло заснування молодіжної організації Al-Fatwa, принципи якої нагадували Гітлерюгенд.

### Переворот «Золотого квадрата»
1 квітня 1941 р. група пронацистських налаштованих іракських офіцерів, відома як «Золотий квадрат», на чолі з генералом аль-Ґайлані, повалила регенську владу Абдул Ілаха. Новий уряд Іраку зайняв антибританську позицію з питання про військовий договір, який нав'язував Іраку як умову незалежності. Договір давав британцям необмежене право на розміщення та транзит військ через Ірак. У відповідь, як погрозу британці направили в країну велику групу військ з Британської Індії. Іракська влада відмовилася впустити війська в країну; відбулися зіткнення британців з іракцями у Басрі і на захід від Багдада неподалік британської бази. Німці направили групу з 26 літаків, яка завдала удар по британській базі р. Хаббанія, закінчившись нічим.
Вінстон Черчилль направив телеграму Франкліну Рузвельту, попереджаючи, що якщо Близький Схід опиниться в руках німців, то розгром нацизму виявиться тривалим, важким і малоймовірним завданням, оскільки Гітлер отримає доступ до місцевих нафтових родовищ.
25 травня 1941 р. Гітлер видав «Наказ 30», де говорилося: «Арабський визвольний рух на Близькому Сході — наш природний союзник проти Англії. У цьому зв'язку особливе значення приділяється звільненню Іраку… Тому я вирішив висуватися на Близький Схід, підтримавши Ірак».
30 травня 1941 р. організовані британцями збройні сили на чолі з бригадиром Джеймсом Джозефом Кінгстоном досягли Багдада, через що члени «Золотого квадрата» покинули місто і втікали через Іран до Німеччини. До складу британських військ входили і частини іракських добровольців, відомі як Арабський легіон.
31 травня 1941 р. регент був готовий летіти до Багдада, щоб відновити свою владу. Щоб уникнути антибританських хвилювань, він прибув без супроводу британців.

### Антисемітські дії напередодні погрому
Самі Міхаель, уцілілий свідок погрому, писав: «Антисемітська пропаганда постійно і регулярно передавалася як по місцевому радіо, так і Берлінським радіо арабською мовою. По дорозі в школу я бачив написані на стінах антиєврейські гасла, такі, як „Гітлер вбивав єврейську заразу“. На магазинах, які належали мусульманам, було написано „мусульманин“, щоб їх не чіпали в разі погрому».
Шалом Дарвіш, секретар єврейської громади Багдада, свідчив, що за кілька днів до Фаргуда молодь з організації Аль-Футува відмітила будинку євреїв відбитком долоні червоною фарбою.
За два дні до Фаргуда Юніс аль-Сабави, міністр уряду, який проголосив себе правителем Багдада, викликав рабина Сассона Кадурі, лідера єврейської громади, і порекомендував йому умовити євреїв, щоб ті залишалися в своїх будинках протягом найближчих трьох днів. Пізніше слідство встановило, що планом аль-Сабави було вбивство євреїв, навіть незважаючи на те, що його влада в місті тривала всього кілька годин.
Під час повалення уряду аль-Ґайлані по місту ходили чутки, ніби євреї подавали сигнали британським літакам.

## Погром (1-2 червня 1941р.)
За повідомленнями іракського уряду і британських джерел, погром розпочався, коли делегація іракських євреїв, що відправилася на зустріч з регентом Абдуллою, прибула в Палац квітів (Qasr al Zuhur), де на неї напала юрба відразу після того, як євреї перейшли міст Аль-Хурр. За цим послідували погроми в районах Аль-Русафа і Абу-Сиф'ян. Ситуація погіршилася на наступний день, коли іракська поліція приєдналася до дій погромників. Були спалені єврейські магазини, а синагога зруйновані.
Професор Цві Бен-Йехуда стверджує, що події виникли з підбурювання в мечеті Джамі аль-Ґайлані. Він посилається на свідчення очевидців.
Лише 2 червня британські війська ввели комендантську годину. По поміченим погромниками британці відкривали вогонь без попередження. Завдяки таким заходам вдалося зупинити погром.
Британський журналіст Тоні Рокка, який провів розслідування подій, звинувачує британського посла в Іраку Кінахана Корнуоллиса, який не виконав наказ з Лондона, в якому наказувалося завчасно втрутитися і зупинити погромників, і не дозволяти втручатися британським офіцерам. Згідно з іншими свідченнями, британці не втручалися навмисно, бажаючи скористатися ворожнечею між мусульманами і євреями, оскільки саме в цей період британська влада на Близькому Сході конфліктувала з сіоністським рухом.

## Наслідки
Різні джерела суперечать один одному з приводу кількості жертв погрому: за мінімальними оцінками, загинуло близько 180 євреїв і близько 240 було поранено, 586 єврейських магазинів і підприємств було розграбовано, 99 єврейських будинків було зруйновано. Вісім нападників, включаючи офіцерів армії і поліції, були згодом засуджені іракською владою до смертної кари. Інші джерела вказують близько 200 жертв, понад 2000 поранених, близько 900 знищених будинків і магазинів..